# 軍法会議 (1955年の映画)
『軍法会議』（ぐんぽうかいぎ、The Court-Martial of Billy Mitchell）は1955年のアメリカ合衆国の映画。1925年に実際に起きたビリー・ミッチェルの軍法会議に基づいた作品。オットー・プレミンジャーが監督し、ゲイリー・クーパーが主演した。

## キャスト
| 役名                           | 俳優                       | 日本語吹替 | 日本語吹替 |
| 役名                           | 俳優                       | テレビ版1  | テレビ版2  |
| ------------------------------ | -------------------------- | ---------- | ---------- |
| ビリー・ミッチェル将軍         | ゲイリー・クーパー         | 黒沢良     | 中村正     |
| ジミー・ガスリー将軍           | チャールズ・ビックフォード |            |            |
| フランク・リード議員           | ラルフ・ベラミー           |            |            |
| アレン・W・ガリオン少佐        | ロッド・スタイガー         | 椎原邦彦   |            |
| マーガレット・ランズダウン夫人 | エリザベス・モンゴメリー   |            |            |
| ラス・ピーターズ大尉           | ダーレン・マクギャヴィン   |            |            |
| ボブ・エリオット大尉           | ピーター・グレイブス       |            |            |
| ダグラス・マッカーサー         | デイトン・ラミス           |            |            |

## スタッフ
- 監督：オットー・プレミンジャー
- 製作：ミルトン・スパーリング
- 脚本：ミルトン・スパーリング、エメット・レイヴリー、ダルトン・トランボ[2]、マイケル・ウィルソン[2]、ベン・ヘクト[2]
- 撮影：サム・リーヴィット
- 音楽：ディミトリ・ティオムキン